# Ida McKinley

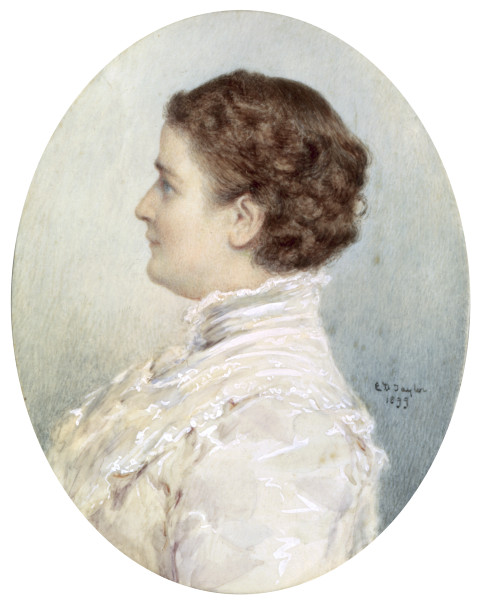
Ida McKinley.

Ida McKinley (Mrs William McKinley), född Saxton 8 juni 1847 i Canton, Ohio, död 26 maj 1907 i Canton, Ohio, var en amerikansk presidenthustru, USA:s första dam från 1897 till 1901 och gift med president William McKinley.

## Biografi
Ida McKinley var dotter till en av hemstadens mest framgångsrika bankirer. Hon led av en nervsjukdom och arbetade som kassör vid sin fars bank när hon träffade den till staden nyligen inflyttade major William McKinley. De gifte sig den 25 januari 1871. Året därpå födde Ida McKinley en dotter och blev snart gravid igen. Strax innan hon skulle föda parets andra barn avled hennes mor och McKinley drabbades av en svår depression. Bägge barnen avled i späd ålder och McKinley blev då svårt nervsjuk och kom att drabbas av återkommande epileptiska anfall.
Trots sin sjukdom tvekade hon aldrig att stå vid sin makes sida när han började nå framgång inom politiken, och han blev snart en mästare på att finna på ursäkter för hennes frånvaro de gånger hon drabbades av anfall.
När hon blev USA:s First Lady 1897 avstod hon inte från att uppfylla sina uppgifter som första dam på grund av sin sjukdom. Hon närvarade vid mottagningar trots risken att drabbas av anfall: maken insisterade på att hon skulle sitta bredvid honom vid middagar snarare än mittemot honom, och då han märkte att hon var nära ett anfall, placerade han ömsint en näsduk över hennes ansikte medan det pågick, för att hon inte skulle generas av att hennes förvridna drag syntes för andra, och tog bort den igen när anfallet var över, utan att låtsas om det hela. Denna omsorg blev allmänt omtalad och många rördes av hans omsorg. Vice-presidenten Garret Hobarts hustru Jennie fyllde dock hennes plats ett flertal gånger vid officiella mottagningar.
När William McKinley mördades i september 1901 förlorade Ida McKinley sin livslust. Hon återvände till Ohio där hon togs omhand av sin yngre syster. Ida McKinley överlevde sin make med fem år och avled 1907 i Canton, Ohio, där hon ligger begravd bredvid sin make.